# Valerian Mikulicz-Radecki
Valerian Bartholomaeus von Mikulicz-Radecki (18. května 1855 Černovice – 24. prosince 1910 Vídeň) byl polní podmaršálek Rakousko-uherské armády, spisovatel, bratr Jana Mikulicze-Radeckého.

## Životopis
Narodil se v Černovicích jako Valerián Mikulicz v tehdejším Bukovinském vévodství a dnešní Ukrajina. Jeho rodiče byli otec Ondřej Mikulicz lesní úředník a tajemníkem v Bukovinské komoře řemesel a průmyslu a matka Emilie Dannitzová, která byla dcerou pruského důstojníka. Studoval Vojenskou akademie v St. Pöltenu a následně pokračoval ve studiích na Tereziánské vojenské akademii ve Vídeňském Novém Městě, k jeho vrstevníkům patřil Karl Tersztyánszky von Nádas. Dne 1. listopadu 1877 byl jmenován podporučíkem a převelen do Haličského pěšího pluku číslo 20. V roce 1882 byl povýšen na poručíka a po ukončení vídeňské vojenské školy byl převelen do generálního štábu. V roce 1887 byl povýšen na kapitána a převelen nejprve do velitelství 12. pěší divize a později do 1. sboru v Krakově. Zde napsal polsky uznávanou knihu o listopadovém povstání Poláků proti Rusům, sám mluvil polsky po své matce. Následně je převelen k vojenskému zpravodajství na generálním štábu armády,zde působil jako odborník na tzv. „Polskou otázku“. V roce 1893 by vyznamenán Vojenským záslužným křížem, následovalo povýšení na majora a byl jmenován náčelníkem štábu 24. pěší divize. V roce 1897 byl uznán jeho vznešený původ a služba armádě a byl rakouským císařem Františkem Josefem I. povýšen do šlechtického stavu s titulem svobodný pán s predikátem Radecki, upravil si jméno na Valerian von Mikulicz-Radecki. V roce 1905 je povýšen na generálmajora. Postupně se mu zhoršil jeho zdravotní stav, který již neumožnil plně vykonávat vojenskou službu a v roce 1910 je nucen odejít do invalidního důchodu. Byl povýšen na polního podmaršálka a ve stejném roce 1910 zemřel.

## Vojenské hodnosti
- poručík (německy: Leutnant) – 1877
- nadporučík (německy: Oberleutnant) – 1882
- kapitán (německy: Hauptmann) – 1887
- major – 1893
- podplukovník (německy: Oberstleutnant) – 1896
- plukovník (německy: Oberst) – 1899
- generálmajor – 1905
- polní podmaršálek (německy: Feldmarschalleutnant) – 1910